# Gundioc
Gundioc (Gundovech, Cundioc, Candiaco, Gundioch), död omkring 473, var burgundisk kung från 436,  då han efterträdde Gundahar sedan hunnerna ödelagt Worms. 

## Biografi
Gundioc gifte sig med systern till Ricimer, den gotiske general som vid den tiden styrde det västromerska riket. Han var far till Gundobad (vilken efterträdde Ricimer år 472, men abdikerade året därpå), Godegisel, Chilperik II och Godomar. Gundioc efterträddes av brodern Chilperik I. Efter dennes död delades Burgund mellan Gundiocs söner.